# Jessica Dinnage

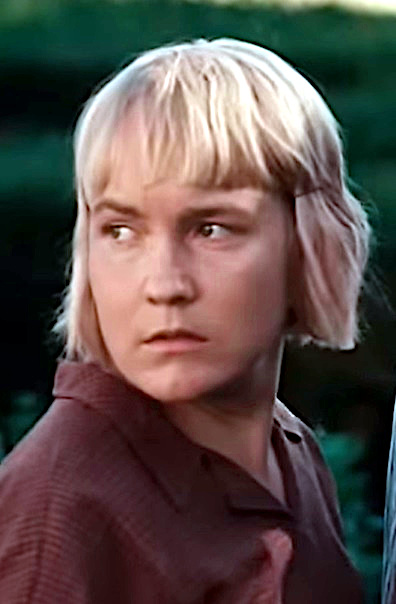
Jessica Dinnage in Ustyrlig 2022

Jessica Dinnage (* 22. Oktober 1993 in Kopenhagen) ist eine dänische Filmschauspielerin.

## Leben
Jessica Dinnage schloss 2016 ihr Studium an der staatlichen Theaterschule Kopenhagen ab. Für ihre Rolle als Entführungsopfer Iben im Drama The Guilty von 2018, bei dem nur ihre Stimme zu hören ist, wurde sie mit einem Robert als Beste Nebendarstellerin ausgezeichnet. Ab 2018 spielte sie Lea in der Netflix-Serie The Rain.

## Filmografie
- 2017: The Man (Mesteren)
- 2018: The Guilty (Den skyldige, Stimme)
- 2018–2019: The Rain (Fernsehserie, 14 Folgen)
- 2019: Ninna
- 2020: Eine total normale Familie (En helt almindelig familie)
- 2022: Ustyrlig